# Манорина чорнощока
Манорина чорнощока (Manorina melanotis) — вид горобцеподібних птахів родини медолюбових (Meliphagidae). Ендемік Австралії.

## Поширення
Вид поширений в екорегіоні Мюррей-Маллі на межі штатів Вікторія, Південна Австралія та Новий Південний Уельс на південному сході Австралії. Найбільша популяція живе в біосферному заповіднику Ріверленд (Південна Австралія). Набагато менша чисельність є в національному парку Мюррей-Сансет і в заповіднику флори та фауни Аннуелло у штаті Вікторія. З п'яти колоній, переселених до національного парку Мюррей-Сансет протягом 2000—2001 років, лише дві колонії були знайдені в безпосередній близькості від місць переміщення у 2014 році, незважаючи на успішне розмноження відразу після звільнення. Одна колонія, переміщена до заповідника Скотія на заході Нового Південного Уельсу, була переповнена акацієвими маноринами та гібридами в 2010 році, а 45 птахів, випущених у неволю в заповідник флори та фауни Бронзінг, ймовірно, загинули протягом 2014 року, коли весь заповідник згорів у великій пожежі.
Вид живе в напівпосушливих середовищах, які називаються маллі. Це відкриті евкаліптові ліси, де окремі дерева мають кілька стовбурів від одного корення та рідко перевищують 10 м. Щільність є найвищою в районах, де містяться асоціації маллі-Triodia або маллі з відкритим підліском, розташовані щонайменше на 2 км від галявин, площа яких перевищує 100 га, на яких протягом 45 років не було інтенсивного випасу або випалювання.

## Опис
Цей вид має буро-сіре оперення. Дзьоб яскраво-оранжевий. Голова і спина значно темніші. Ноги помаранчеві. Довжина тіла дорослих особин становить 23-26 сантиметрів.

## Спосіб життя
Живиться комахами, їхніми личинками та нектаром.